# Жалтыр (озеро, Лесной сельский округ)
Жалтыр (каз. Жалтыр) — озеро в Аккайынском районе Северо-Казахстанской области Казахстана. Находится в 16 км к юго-востоку от села Ново-Никольское и в 5,7 км к юго-западу от села Дайындык.
По данным топографической съёмки 1940-х годов, площадь поверхности озера составляет 1,85 км². Наибольшая длина озера — 1,9 км, наибольшая ширина — 1,3 км. Длина береговой линии составляет 5,3 км, развитие береговой линии — 1,09. Озеро расположено на высоте 134,5 м над уровнем моря.
Озеро входит в перечень рыбохозяйственных водоёмов местного значения.